# Peppe Nappa
Peppe Nappa, o Beppe Nappa, è una maschera siciliana della commedia dell'arte.

## Storia
Affermatosi in Sicilia nel XVI secolo con la nascita della commedia dell'arte, come molte maschere carnevalesche (Arlecchino e Pulcinella per esempio) deriva dalla tipizzazione di maschere del teatro comico romano. Tra le scenette più remote in cui risulta questo personaggio vi sono il Lazzo del lavaggio dei vestiti (datato Napoli, 1610) e il Lazzo dello svenimento per sonno (Parigi, 1688).

## Origini
È siciliano. Beffardo, pigro, ma capace di insospettabili salti e danze acrobatiche, goloso ed insaziabile, ricopre abitualmente nelle trame il ruolo del servitore. Ama stare in cucina, o ronzarvi intorno, annusandone deliziato i profumi, il cibo ed il vino sono la sua passione.
Il costume è composto da una casacca e dei calzoni celeste chiaro, entrambi molto ampi e troppo lunghi, ed un cappellino di feltro bianco o verde su una calotta bianca. Il suo nome deriva da nappa, cioè "toppa" in siciliano.

## Personaggio del carnevale di Sciacca

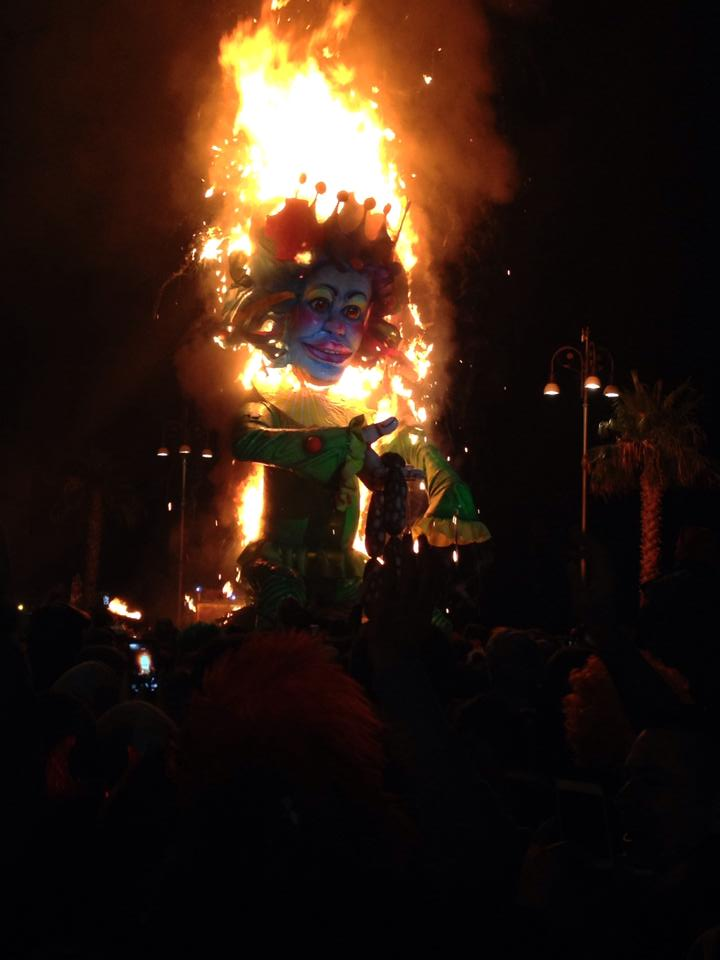
Rogo di Peppe Nappa, carnevale di Sciacca 2015

Peppe Nappa fu adottato da Sciacca come maschera del suo antichissimo carnevale negli anni '50 per volontà del senatore Giuseppe Molinari.
Sin da allora è la maschera simbolo del carnevale di Sciacca. Viene rappresentata su un carro allegorico fuori concorso e apre annualmente la sfilata carnevalesca, diventando simbolicamente sindaco della città durante i giorni di festa.
Nell'ultimo trentennio, è particolarità del carro la distribuzione al popolo di salsicce alla brace, caramelle, vino e spremute d'arancia del luogo. Il destino del carro è, secondo anche una credenza pagana, il rogo di questi al centro della piazza intorno al popolo, che balla sulle note dell'inno e Peppi Nappa.